# Sandra Le Couteur
Sandra Le Couteur est une chanteuse acadienne née en 1956 à l'île Miscou, dans la Péninsule acadienne au Nouveau-Brunswick.

## Biographie

### Vie personnelle
Sandra Le Couteur est née en 1956 à l'île Miscou, dans la Péninsule acadienne au Nouveau-Brunswick. Elle demeure à Pointe-Alexandre, sur l'île de Lamèque, tout près de l'île Miscou, lieu où elle a grandi et pour lequel elle a un attachement profond. À cette époque, il n'y avait pas de pont qui reliait l'île Miscou au continent, et l'île n'avait pas de médecin ni de bibliothèque,. Sandra Le Couteur a eu une enfance modeste. Sa mère, Anita Lanteigne, était écrivaine publique à Miscou et elle est décédée il y a plus de 40 ans.
Sandra Le Couteur est mariée et a des fils et des petits-enfants qui habitent à Montréal.

### Vie professionnelle
La musique française est une passion pour elle depuis son enfance et cela influencera toute sa carrière. En 1992, elle remporte le Prix du public au Gala de la chanson de Caraquet en interprétant la chanson L'Aigle noir de la chanteuse Barbara, qu'elle admire beaucoup et dont elle interprétera les chansons à plusieurs reprises pendant des années. La mer est aussi omniprésente dans ses albums. La musique de Sandra Le Couteur est décrite comme folk-pop.
C'est en 2005 que Sandra Le Couteur lance son premier album, La demoiselle du traversier. Ses deux premiers albums ont été réalisés par Francis Covan, alors que les deux suivants ont été réalisés par Éric Goulet. Bien qu'elle ait composé quelques chansons, dont Anita, en l'honneur de sa mère, elle est surtout interprète. Son 4e album, Les Cormorans, comprend des chansons composées par Viviane Audet, Gilles Bélanger, Paul Daraîche, Luc De Larochellière, Isabelle Fiset, Pierre Flynn, Wilfred LeBouthillier, Michel Marin, Diane Roy-Friolet et son fils, Valéry Robichaud. Son 3e album, Le phare, a été lancé au Lion d'or de Montréal ainsi qu'au Baccus de l'Université de Moncton, campus de Shippagan.
Connue pour sa voix, elle est surnommée "la diva" ou "la grande dame de la chanson acadienne", mais elle a aussi touché à différents médias. Elle produit notamment des spectacles au phare de Miscou depuis 2009. C'est elle qui organise les spectacles Voir Miscou et mourir. Elle a été actrice dans le film La peur de l'eau en 2011 et a collaboré au documentaire Le chant du phare réalisé par Julien Cadieux et produit par Bellefeuille Production en 2015. En 2002, avant la sortie de son premier album, elle a aussi publié un recueil de poésie intitulé Au clair de mon île, aux Éditions La Grande Marée.
En 2020, alors que tous ses spectacles sont annulés en raison de la pandémie de COVID-19 et que le lancement de son 4e album se tient virtuellement, elle participe à un projet musical de jumelage international, Global Music Match, avec le groupe Vishtèn de l'Île-du-Prince-Édouard. Ce projet se tient du 31 août au 11 octobre 2020 et donne une visibilité internationale additionnelle à la chanteuse. Elle a fait des spectacles à plusieurs endroits au Canada, mais aussi en France et en Amérique du Sud, notamment.

## Œuvres

### Albums
2025 lancement de son cinquième album: Monsieur Théodore
- 2020 : Les Cormorans[1],[2],[16]
- 2015 : Le Phare[5],[7]
- 2010 : Terre natale[7],[9]
- 2005 : La Demoiselle du traversier[7],[8]

### Recueil de poésie
- 2002 : Au clair de mon île, Éditions La Grande Marée[7]

### Cinéma
- 2015 : Le Chant du phare de Julien Cadieux[13]
- 2011 : La Peur de l'eau : Martha Petitpas[12]

### Télévision
En tant qu'actrice
- 2015 : Le Clan, Ici Radio-Canada Télé[6]
- 2009-2011 : Belle-Baie, Ici Radio-Canada Télé

## Distinctions
- 1992 : Prix du public, Gala de la chanson de Caraquet[6]
- 2021 : Prix de la lieutenante-gouverneure pour l’excellence dans les arts de la scène 2021[17],[18]

## Voyages professionnels
- 2025 : Invitée au Festival International de Théâtre francophone au Caire
- 2025 : Tournée en Argentine
- 2025 : Tounée en France
- 2023 : Tournée en Égypte
- 2023 : Festival Celtic Connections, Écosse[19]